# Eberhard II von Waldburg-Wurzach
Eberhard II von Waldburg-Wurzach (Bad Wurzach, 17 maggio 1828 – Kisslegg, 1º agosto 1903) è stato un principe e politico tedesco.

## Biografia
Figlio secondogenito del principe Leopold von Waldburg-Wurzach (1795-1861) e della contessa Josepha Fugger von Babenhausen (1798-1831), nacque a Bad Wurzach nel 1828. Essendo secondogenito, decise di intraprendere la carriera militare nell'esercito imperiale austriaco, dove raggiunse il grado di maggiore. Nel 1865 divenne inaspettatamente principe succedendo a suo fratello maggiore Karl, che rinunciò alle sue prerogative principesche dopo il suo matrimonio morganatico con una ex prostituta di Stoccarda. Dal 1864, prima della successione nel titolo, e sino al 1869 fu consigliere del regno di Baviera. Dal 1865 Eberhard II venne ammesso nella Camera dei Signori del Württemberg, prendendovi parte stabilmente sino al 1891 e venendo rappresentato dal 1877 al 1880 dal principe Carlo I di Löwenstein-Wertheim-Rosenberg e poi dal 1895 dal principe Federico Carlo II di Hohenlohe-Waldenburg-Schillingsfürst.
Nel 1870, trasferì definitivamente la sua residenza a Kißlegg dove acquistò un palazzo e fece realizzare un nuovo splendido parco ad opera del suo capo giardiniere, Joseph Kieferle von Mengen. In quello stesso anno venne insignito della Gran Croce dell'Ordine della Corona del Württemberg.
Con la morte di Eberhard II nel 1903, che non ebbe figli maschi dai suoi due matrimoni, si estinse la linea maschile dei Waldburg-Wurzach. Il titolo passò quello stesso anno e per suo lascito a suo cugino, il principe Wilhelm von Waldburg-Zeil (1835-1906) che già aveva il titolo di Waldburg-Zeil-Wurzach.

## Matrimonio e figli
Eberhard II si sposò due volte. Con la prima moglie Sophie Dubsky von Trebomyslic (1835-1857), ebbe una figlia:
- Marie Eugenie Sophie Xaverine Gisella (1857-1924), che sposò il conte Karl von Waldburg-Zeil nel 1882, dal 1885 conte di Waldburg-Syrgenstein; dopo la morte del primo marito si risposò col diplomatico austriaco Karl Heidler von Egeregg (1848 - 1917), figlio del medico e professore Karl Heidler von Egeregg

Alla morte della prima moglie si risposò con la cognata, Julia Dubsky von Trebomyslic (1841-1914), sorella della  prima moglie, dalla quale ebbe cinque figlie:
- Xaveria Maria Juliana (1860–1901), che sposò nel 1880 il conte Sigismund von Attems († 1910)
- Marie Gabriele Josepha (1861-1941)
- Anna Maria Josepha Leopoldina (1862–1868)
- Franziska Seraphica Maria Assumpta (1863-1924)
- Elisabeth Sophia Maria (1866–1950), che sposò nel 1889 il conte Maximilian von Moy de Sons († 1933)

## Ascendenza
|                                                                   |                                         |                                                                 | Genitori                                                            |  |  | Nonni |  |  | Bisnonni                                                        |  |  | Trisnonni                        |  |
|                                                                   |                                         |                                                                 |                                                                     |  |  |       |  |  | Eberhard I von Waldburg-Wurzach, I principe di Waldburg-Wurzach |  |  | Franz Ernst von Waldburg-Wurzach |  |
|                                                                   |                                         |                                                                 |                                                                     |  |  |       |  |  | Eberhard I von Waldburg-Wurzach, I principe di Waldburg-Wurzach |  |  | Franz Ernst von Waldburg-Wurzach |  |
|                                                                   |                                         | Maria Eleonora von Königsegg-Rothenfels                         |                                                                     |  |  |       |  |  | Eberhard I von Waldburg-Wurzach, I principe di Waldburg-Wurzach |  |  |                                  |  |
| Leopold von Waldburg-Wurzach                                      |                                         |                                                                 |                                                                     |  |  |       |  |  | Eberhard I von Waldburg-Wurzach, I principe di Waldburg-Wurzach |  |  |                                  |  |
|                                                                   |                                         | Maria Katharina Fugger von Kirchberg-Weissenhorn-Glött          | Sebastian Franz Xaver Joseph Fugger von Kirchberg-Weissenhorn-Glött |  |  |       |  |  |                                                                 |  |  |                                  |  |
|                                                                   |                                         | Maria Katharina Fugger von Kirchberg-Weissenhorn-Glött          | Sebastian Franz Xaver Joseph Fugger von Kirchberg-Weissenhorn-Glött |  |  |       |  |  |                                                                 |  |  |                                  |  |
|                                                                   |                                         | Maria Katharina Fugger von Kirchberg-Weissenhorn-Glött          | Maria Anna Elisabeth Gabriele von Firmian                           |  |  |       |  |  |                                                                 |  |  |                                  |  |
| Leopold von Waldburg-Wurzach, II principe di Waldburg-Wurzach     |                                         | Maria Katharina Fugger von Kirchberg-Weissenhorn-Glött          |                                                                     |  |  |       |  |  |                                                                 |  |  |                                  |  |
|                                                                   |                                         | Anselm Victorian Fugger von Babenhausen                         | Johann Jackob Fugger von Babenhausen                                |  |  |       |  |  |                                                                 |  |  |                                  |  |
|                                                                   |                                         | Anselm Victorian Fugger von Babenhausen                         | Johann Jackob Fugger von Babenhausen                                |  |  |       |  |  |                                                                 |  |  |                                  |  |
|                                                                   |                                         | Anselm Victorian Fugger von Babenhausen                         | Maria Katharina Euphemia von Törring                                |  |  |       |  |  |                                                                 |  |  |                                  |  |
| Maria Walpurga Franziska Fugger von Babenhausen                   |                                         | Anselm Victorian Fugger von Babenhausen                         |                                                                     |  |  |       |  |  |                                                                 |  |  |                                  |  |
|                                                                   |                                         | Maria Walpurgis von Waldburg zu Wolfegg                         | Joseph Franz von Waldburg zu Wolfegg                                |  |  |       |  |  |                                                                 |  |  |                                  |  |
|                                                                   |                                         | Maria Walpurgis von Waldburg zu Wolfegg                         | Joseph Franz von Waldburg zu Wolfegg                                |  |  |       |  |  |                                                                 |  |  |                                  |  |
|                                                                   |                                         | Maria Walpurgis von Waldburg zu Wolfegg                         | Anna Maria Luise Charlotte zu Salm-Reifferscheidt-Dyck              |  |  |       |  |  |                                                                 |  |  |                                  |  |
| Eberhard II von Waldburg-Wurzach, IV principe di Waldburg-Wurzach |                                         | Maria Walpurgis von Waldburg zu Wolfegg                         |                                                                     |  |  |       |  |  |                                                                 |  |  |                                  |  |
|                                                                   | Anselm Victorian Fugger von Babenhausen | Johann Jackob Fugger von Babenhausen                            |                                                                     |  |  |       |  |  |                                                                 |  |  |                                  |  |
|                                                                   | Anselm Victorian Fugger von Babenhausen | Johann Jackob Fugger von Babenhausen                            |                                                                     |  |  |       |  |  |                                                                 |  |  |                                  |  |
|                                                                   | Anselm Victorian Fugger von Babenhausen | Maria Katharina Euphemia von Törring                            |                                                                     |  |  |       |  |  |                                                                 |  |  |                                  |  |
| Anselm Maria Fugger von Babenhausen, I principe di Babenhausen    | Anselm Victorian Fugger von Babenhausen |                                                                 |                                                                     |  |  |       |  |  |                                                                 |  |  |                                  |  |
|                                                                   |                                         | Maria Walpurgis von Waldburg zu Wolfegg                         | Joseph Franz von Waldburg zu Wolfegg                                |  |  |       |  |  |                                                                 |  |  |                                  |  |
|                                                                   |                                         | Maria Walpurgis von Waldburg zu Wolfegg                         | Joseph Franz von Waldburg zu Wolfegg                                |  |  |       |  |  |                                                                 |  |  |                                  |  |
|                                                                   |                                         | Maria Walpurgis von Waldburg zu Wolfegg                         | Anna Maria Luise Charlotte zu Salm-Reifferscheidt-Dyck              |  |  |       |  |  |                                                                 |  |  |                                  |  |
| Maria Josepha Fugger von Babenhausen                              |                                         | Maria Walpurgis von Waldburg zu Wolfegg                         |                                                                     |  |  |       |  |  |                                                                 |  |  |                                  |  |
|                                                                   |                                         | Eberhard I von Waldburg-Wurzach, I principe di Waldburg-Wurzach | Franz Ernst von Waldburg-Wurzach                                    |  |  |       |  |  |                                                                 |  |  |                                  |  |
|                                                                   |                                         | Eberhard I von Waldburg-Wurzach, I principe di Waldburg-Wurzach | Franz Ernst von Waldburg-Wurzach                                    |  |  |       |  |  |                                                                 |  |  |                                  |  |
|                                                                   |                                         | Eberhard I von Waldburg-Wurzach, I principe di Waldburg-Wurzach | Maria Eleonora von Königsegg-Rothenfels                             |  |  |       |  |  |                                                                 |  |  |                                  |  |
| Maria Antonia von Waldburg-Wurzach                                |                                         | Eberhard I von Waldburg-Wurzach, I principe di Waldburg-Wurzach |                                                                     |  |  |       |  |  |                                                                 |  |  |                                  |  |
|                                                                   |                                         | Maria Katharina Fugger von Kirchberg-Weissenhorn-Glött          | Sebastian Franz Xaver Joseph Fugger von Kirchberg-Weissenhorn-Glött |  |  |       |  |  |                                                                 |  |  |                                  |  |
|                                                                   |                                         | Maria Katharina Fugger von Kirchberg-Weissenhorn-Glött          | Sebastian Franz Xaver Joseph Fugger von Kirchberg-Weissenhorn-Glött |  |  |       |  |  |                                                                 |  |  |                                  |  |
|                                                                   |                                         | Maria Katharina Fugger von Kirchberg-Weissenhorn-Glött          | Maria Anna Elisabeth Gabriele von Firmian                           |  |  |       |  |  |                                                                 |  |  |                                  |  |
|                                                                   |                                         | Maria Katharina Fugger von Kirchberg-Weissenhorn-Glött          |                                                                     |  |  |       |  |  |                                                                 |  |  |                                  |  |